# Bočar
Pour les articles homonymes, voir Bocar.

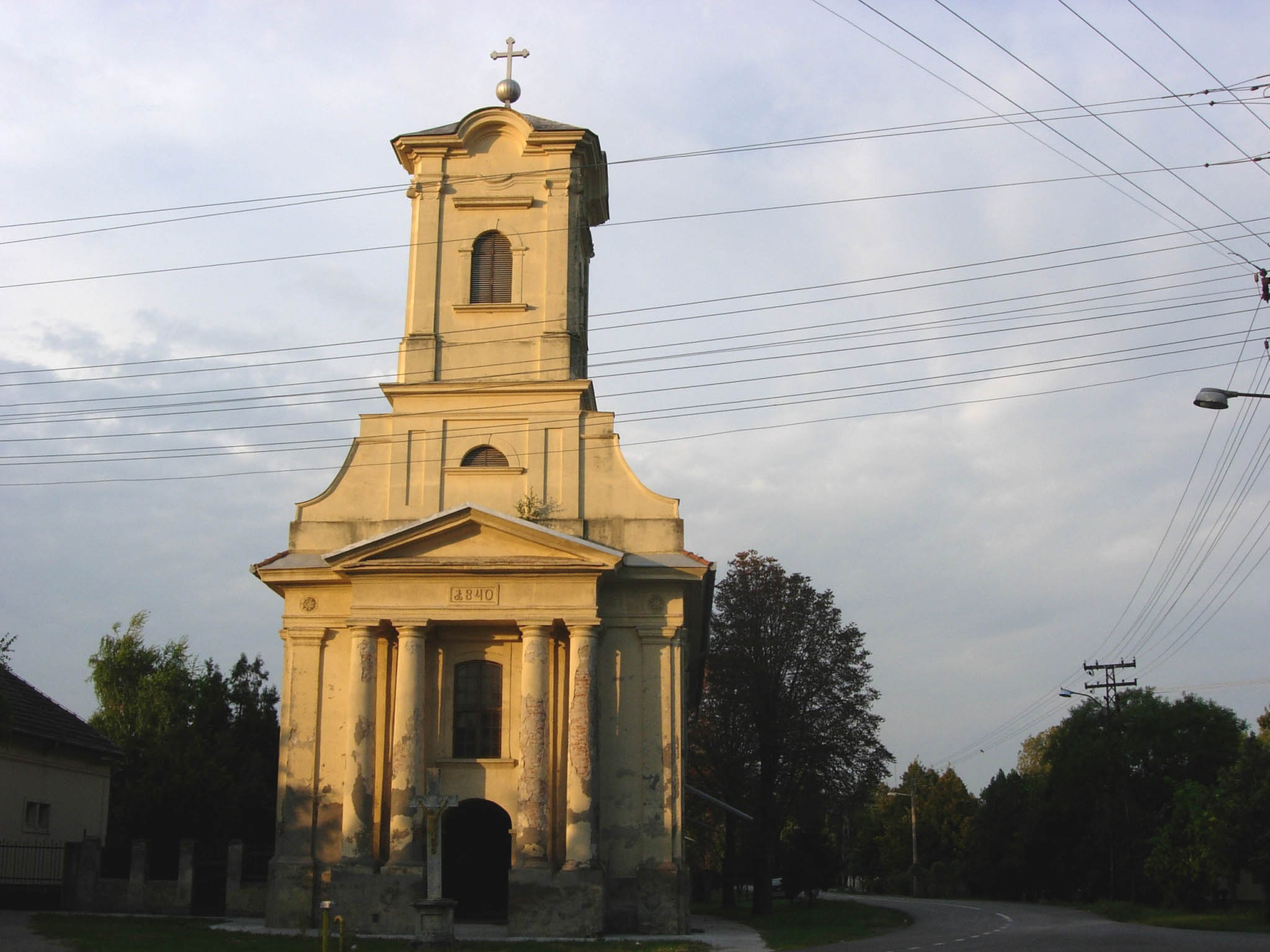
L'église catholique Sainte Catherine d'Alexandrie, Vierge et martyre

Bočar (en serbe cyrillique Бочар ; en hongrois : Bocsár ; en allemand : Botschar) est une localité de Serbie située dans la province autonome de Voïvodine. Elle fait partie de la municipalité de Novi Bečej dans le district du Banat central. Au recensement de 2011, elle comptait 1 503 habitants.
Bočar est officiellement classé parmi les villages de Serbie.

## Histoire
La première mention d'une localité portant le nom de Bočar figurent dans des documents datant de 1211. L'église orthodoxe Saint-Gabriel a été construite en 1814 et l'église catholique en 1842.

## Démographie

### Évolution historique de la population
| 1948  | 1953  | 1961  | 1971  | 1981  | 1991  | 2002  | 2011  |
| ----- | ----- | ----- | ----- | ----- | ----- | ----- | ----- |
| 2 848 | 2 735 | 2 620 | 2 328 | 2 095 | 2 007 | 1 895 | 1 503 |

|  |